# Porto di Melilla
Il porto di Melilla si trova nella città autonoma di Melilla, sulla costa sudorientale della penisola del Cabo de Tres Forcas.

## Storia

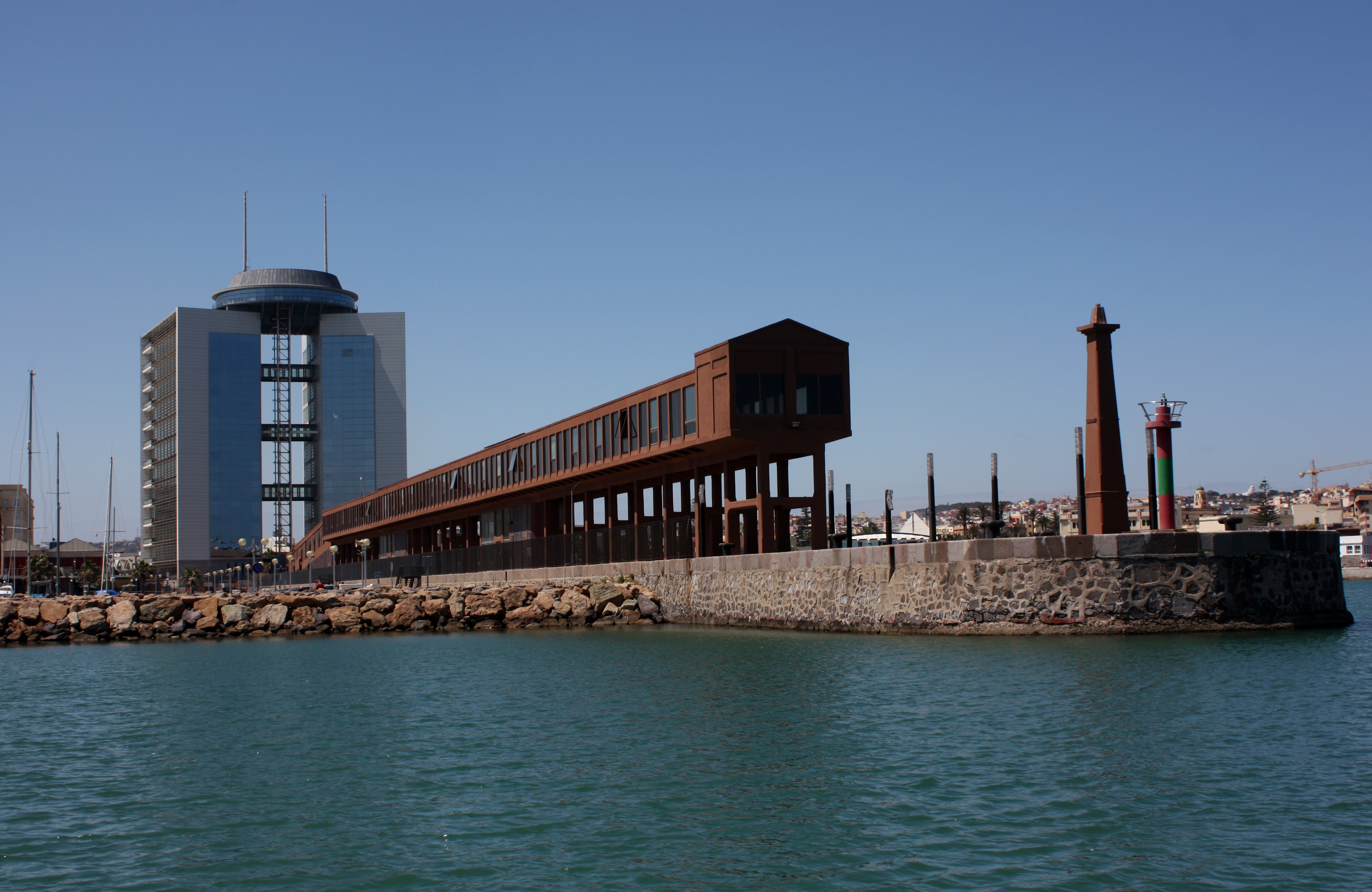
Melilla Caricamento Minerale.

Il porto venne inaugurato il 18 dicembre 1902 fu creato il Porto di Melilla, presieduto dal governatore militare. Il primo progetto portuale venne attuato da Manuel Becerra.
Nel marzo 1914 le onde raggiunsero i 18 metri di altezza, spazzando via completamente le banchine e distruggendo gran parte della diga in costruzione. Più di 15 navi andarono perdute e altre 20 furono gravemente danneggiate. Le tempeste si susseguirono quell'anno e in quello successivo, provocando gravi danni al porto.
Tra il 1917 e il 1925, su richiesta della Compañía Española de Minas del Rif, fu costruita l'area di carico dei minerali, con una capacità di attracco per navi fino a 160 metri di lunghezza e 20 di larghezza. La capacità di carico effettiva raggiungeva le 1000 tonnellate base. Inoltre vennero completate le banchine di Ribera, aumentando la linea di attracco e impedendo lo sbarco delle merci su chiatta. Tuttavia le numerose campagne militari resero molto lenta la costruzione della diga. 49 navi con 25 000 uomini sbarcarono nel porto di Melilla per partecipare agli sfortunati eventi della battaglia di Annual tra il 24 luglio e il 3 agosto 1921.
Tra il 1937 e il 1940 fu costruita la Baliza del Morro.
Nel 1966, la 3° Legge sul Regime Finanziario dei Porti stabilì tariffe speciali per Melilla. Il volume delle esportazioni di minerale diminuì drasticamente per un certo periodo fino al 1980, quando l'area di carico del minerale della città cessò definitivamente di funzionare.
Nel 2008 è stata inaugurata la nuova stazione marittima. È previsto un ampliamento per guadagnare terra dal mare e consentire così alle navi da crociera più grandi di attraccare nella città.

## Compagnie di navigazione e destinazioni
| Malaga  | Porto di Málaga  | Trasmediterránea/ Baleària |
| Almería | Porto di Almería | Trasmediterránea/ Baleària |
| Motril  | Porto di Motril  | Baleària                   |